# Monika Borgmann

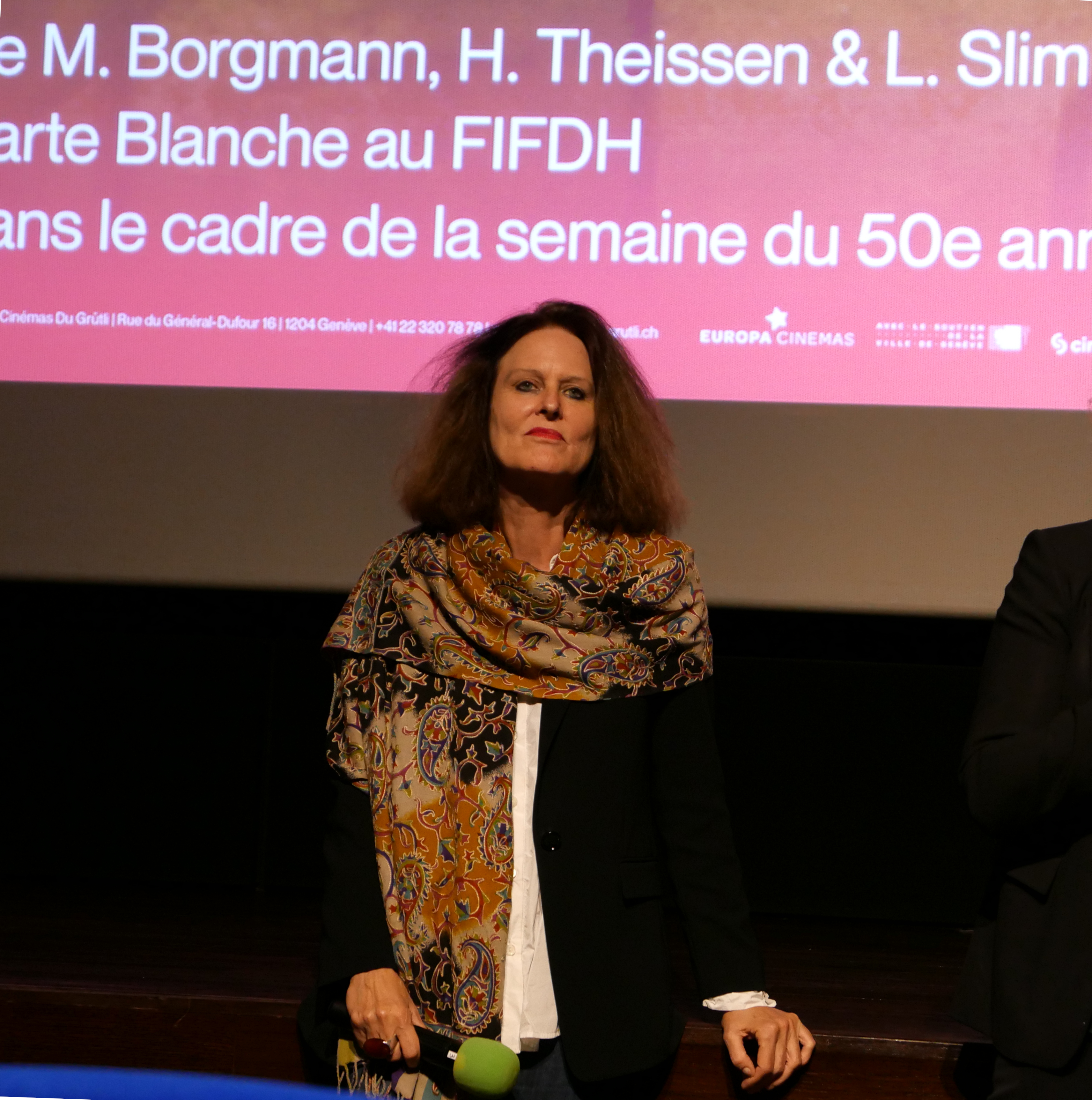
2022 beim Internationalen Filmfestival und Forum für Menschenrechte (FIFDH) in Genf.

Monika Borgmann (* 25. November 1963 in Aachen) bzw. Monika Borgmann-Slim ist eine deutsch-libanesische Journalistin, preisgekrönte Dokumentarfilmemacherin, Archivarin sowie Aktivistin gegen die im Libanon vorherrschende Kultur der Straflosigkeit und für eine Kultur der Geschichtsaufarbeitung, insbesondere für eine Auseinandersetzung mit dem libanesischen Bürgerkrieg (1975–1990). Sie ist die Witwe des libanesischen Verlegers, Dokumentarfilmemachers und Aktivisten Lokman Slim, der 2021 ermordet wurde.

## Leben
Borgmann studierte Arabistik und Politikwissenschaften an der Rheinischen Friedrich-Wilhelms-Universität Bonn. Im Rahmen eines Auslandsjahres verbrachte sie 1986/87 in Damaskus, Syrien, um sich Islamischen Studien zu widmen. Von Damaskus aus besuchte sie erstmals die libanesische Hauptstadt Beirut, wo nach über zehn Jahren noch immer der verheerende Bürgerkrieg wütete.
Nach dem Abschluss des Studiums arbeitete Borgmann von 1988 an als freie Journalistin. Gleich zu Beginn dieser Tätigkeit produzierte sie auf Anregung des Journalisten und humanitären Aktivisten Rupert Neudeck (1939–2016) eine Reportage über den Alltag im libanesischen Bürgerkrieg. 1990 zog sie nach Kairo und produzierte von dort aus vor allem Feature-Sendungen für den Hörfunk der ARD. Daneben schrieb sie  v. a. für die Wochenzeitung Die Zeit, aber auch für Lettre International sowie das von Hans Magnus Enzensberger und Gaston Salvatore gegründete Kulturmagazin TransAtlantik.
1992 kehrte Borgmann erstmals nach dem offiziellen Ende des libanesischen Bürgerkrieges nach Beirut zurück, um ehemalige Heckenschützen zu porträtieren. Zugleich orientierte sie sich zunehmend in Richtung Dokumentarfilmproduktion. So übernahm sie 1992/1993 die Aufnahmeleitung für die Doku Balagan von Andres Veiel über die jüdisch-palästinensische Schauspieltruppe Akko.
Für ein Filmprojekt zu den Massakern von Sabra und Schatila, bei denen phalangistische Milizionäre vermutlich mehrere tausend palästinensische Flüchtlinge ermordeten, zog Borgmann Anfang 2001 nach Beirut. Im Juni des Jahres lernte sie dort über den syrischen Journalisten und Bürgerrechtler Ali al-Atassi den ein Jahr älteren Verleger Lokman Slim kennen, der in den 1980er Jahren an der Sorbonne Philosophie und Altgriechisch studiert hatte. Borgmann und Slim, der aus einer alteingesessenen und einflussreichen Familie im heute schiitisch dominierten Süden Beiruts stammte, gründeten noch im gleichen Jahr die gemeinsame Filmproduktionsfirma UMAM Production. Darüber hinaus wurden sie alsbald auch Lebenspartner und Borgmann nahm nach der Heirat im Jahr 2004 zusätzlich zur deutschen Staatsbürgerschaft die des Libanons an.

Vier Jahre lang arbeiteten Borgmann und Slim an ihrem Doku-Projekt über die Mörder von Sabra und Schatila. Als die ersten Interviewpartner wegen ihrer Gesprächsbereitschaft festgenommen und auch Borgmann und Slim von den Lebanese security forces – einem von mehreren Geheimdiensten des Landes – verhört wurden, begann das Paar, das Vorhaben unter strikter Geheimhaltung umzusetzen. Sie fanden schließlich sechs ehemalige Milizionäre, die bei zugesicherter Anonymisierung bereit waren, ihr Schweigen zu brechen. 2005 präsentierten Borgmann und Slim, mit ihrem Ko-Autor, dem Deutschlandfunk-Redakteur Hermann Theißen (1954–2016), Massaker als internationale Koproduktion (Deutschland, Libanon, Frankreich, Schweiz) zur Premiere in der Panorama-Sektion der Berlinale. Im Programmheft hieß es: 
«Der Film versteht sich inhaltlich wie ästhetisch als eine psychopolitische Studie über sechs Täter, die sowohl auf Befehl wie auch aus eigenem Antrieb am Massaker von Sabra und Shatila teilgenommen haben. Er verknüpft die psychischen Dispositionen der Täter mit ihrem politischen Umfeld und nähert sich über ihre Erzählungen auch dem Phänomen der kollektiven Gewalt.»
Massaker gewann im Wettbewerb den Panorama-Preis der Internationalen Föderation der Filmkritiker (Fédération Internationale de la Presse Cinématographique - FIPRESCI). Die Jury begründete ihre Entscheidung folgendermaßen:
«Der Film vermittelt dem Publikum eine unausweichliche klaustrophobische Erfahrung und konzentriert sich dabei in extremer Weise auf die Sprache der Mörder. Er zeigt auf bedrückende Weise, wie Menschen unter den schrecklichen Umständen eines Bürgerkriegs alle humanen, moralischen und ethischen Maßstäbe verlieren.»
Kurz darauf wurde die Doku bei den Visions du Réel in Nyon, die international als eines der wichtigsten Festivals für das Genre gelten, mit dem von der Schweizerischen Radio- und Fernsehgesellschaft SRG SSR gestifteten Preis IDÉE SUISSE ausgezeichnet. Das Festival International du Documentaire de Marseille ehrte den Film mit einer besonderen Erwähnung. Insgesamt wurde Massaker auf über fünfzig Filmfestspielen gezeigt.
Im gleichen Jahr gründeten Borgmann und Slim in Beirut das Dokumentations- und Forschungszentrum UMAM Documentation & Research (UMAM D&R) mit zunächst zwei Zielen: zum einen die Schaffung eines „Citizen Archive“, d. h. eines für alle zugänglichen Archivs, und zum anderen die Sensibilisierung der Bevölkerung des Libanons für die Themen Gewalt und Erinnerung mit Hilfe der Kunst, insbesondere durch Ausstellungen, Filmvorführungen, Publikationen etc. So zeigten sie etwa 2009 einem Publikum von rund neunzig Gästen den dokumentarischen Trickfilm Waltz with Bashir des israelischen Regisseurs Ari Folman über die zentrale Rolle, die die Israelischen Verteidigungsstreitkräfte beim Massaker von Sabra und Schatila spielten. Da libanesische Gesetze den Handel mit Israel verbieten, erklärten Borgmann und Slim die Vorführung zwar als privat, aber dennoch entfachte die Veranstaltung eine landesweite Debatte.
2012 – ein Jahr nach dem Beginn des syrischen Volksaufstandes – begleiteten Borgmann und Slim das Projekt von sieben Libanesen, die zwischen acht und 15 Jahren in syrischen Gefängnissen gesessen hatten und dort brutal gefoltert worden waren. Das Ergebnis war zunächst ein Theaterstück mit dem Titel Der deutsche Stuhl, benannt nach einem Folterinstrument, das einst von deutschen Folterknechten eingeführt wurde. Die ehemaligen Häftlinge führten das Drama in fünf deutschen Städten auf.
Aus der Performance ging Borgmanns und Slims Dokumentation Tadmor hervor, in der 22 ehemalige Häftlinge aus dem Libanon ihre Leidenszeit im Foltergefängnis von Palmyra nachstellten. Der Film hatte im April 2016 Weltpremiere beim Festival Visions du Réel in Nyon und gewann dort zwei Preise. Auf dem Filmfest Hamburg wurde er mit dem Preis „Der politische Film der Friedrich-Ebert-Stiftung“ ausgezeichnet.

Am 3. Februar 2021 wurde Slim – der sich als scharfer Kritiker der Hisbollah, aber auch aller anderen politisch-konfessionellen Kräfte exponiert hatte – nach dem Besuch bei einem Freund im von der Hisbollah dominierten Südlibanon in seinem Auto ermordet aufgefunden. Er war mit sechs Schüssen in Kopf und Rücken umgebracht worden. Seine trauernde wie wütende Witwe fordert seither eine internationale Untersuchungskommission, da sie den libanesischen Behörden nicht trauen könne, und führt seine Arbeit fort:
«Es gibt keine Alternative dazu, weiterzumachen – ohne Lokman, aber für Lokman.»
Dazu gründete Borgmann die Lokman Slim Stiftung, die sich dem Kampf gegen die Kultur der Straflosigkeit widmet. Neben UMAM D&R betreibt sie zudem das MENA Prison Forum, das sich mit dem Haftwesen in der gesamten Region auseinandersetzt. Für ihr zivilgesellschaftliches Engagement wurde Borgmann im Dezember 2021 mit dem Deutsch-Französischen Preis für Menschenrechte und Rechtsstaatlichkeit ausgezeichnet, den die französischen und deutschen Außenministerien gemeinsam verleihen.

## Filmografie
- 2005: Massaker, Dokumentarfilm (Regie, Buch), mit Lokman Slim und Hermann Theißen
- 2009: Sur place - 4 Revenants des guerres libanaises, Dokumentarfilm (Regie, Buch), mit Lokman Slim
- 2016: Tadmor, Dokumentarfilm (Regie, Buch), mit Lokman Slim

## Schriften (Auswahl)
- Saïd Mekbel, une mort à la lettre, Verlag Dar Al-Jadeed, Beirut 2008 und Téraèdre Éditions, Paris 2013 (französisch)
- عن ستوديو بعابك ومنازل لبنانية اخرى, mit Lokman Slim, Verlag Umam Documentation & Research, Beirut 2013 (arabisch)